# Диџон Томпсон
Диџон Томпсон (енгл. Dijon Lynn Thompson; Лос Анђелес, Калифорнија, 23. март 1983) је амерички кошаркаш. Игра на позицијама бека и крила.

## Биографија
Колеџ кошарку играо је на Универзитету Калифорније у Лос Анђелесу за екипу УЦЛА бруинса у периоду од 2001. до 2005. године. На НБА драфту 2005. изабран је у другој рунди као укупно 54. пик од стране Њујорк никса, али је убрзо трејдован Финикс сансима. У њиховим редовима започео је сезону 2005/06, али је у новембру 2005. прослеђен Албукерки тандербирдсима из НБА развојне лиге. Учествовао је и на Ол-стар утакмици НБДЛ-а 2007. године. Јануара 2007. потписао је десетодневни уговор са Атланта хоксима.
Лета 2007. окренуо се европској кошарци, а прву сезону провео је у клубу АЛБА из Берлина, са којим је и освојио немачко првенство 2008. године. Сезоне 2008/09. играо је у Азовмашу, са којим је 2009. освојио Суперлигу Украјине, а учествовао је и на Ол-стар утакмици овог такмичења. Сезоне 2009/10. нашао се у Хапоелу из Јерусалима где је списку освојених трофеја додао и Лига куп Израела за 2009. годину, а као играч ове екипе уврштен је и у другу поставу идеалног тима Еврокупа 2009/10. Наредна сезона одвела га је у руски Спартак Санкт Петербург, а у јулу 2011. потписао је једногодишњи уговор са француским Асвелом. Од 2012. до 2014. поново је у био у Русији, овога пута као играч Нижњег Новгорода. У фебруару 2015. је постао играч Хапоела из Тел Авива и са њима остао до краја сезоне 2015/16.

## Успеси

### Клупски
- АЛБА Берлин:
  - Првенство Немачке (1): 2007/08.

- Азовмаш:
  - Првенство Украјине (1): 2008/09.

- Хапоел Јерусалим:
  - Лига купа Израела (1): 2009.

### Појединачни
- Друга постава идеалног тима Еврокупа (1): 2009/10.
- Учесник Ол-стар утакмице НБА развојне лиге (1): 2007.
- Учесник Ол-стар утакмице Суперлиге Украјине (1): 2009.